# Liz Magor
Pour les articles homonymes, voir Magor.
Liz Magor (née en 1948 à Winnipeg, Manitoba) est une artiste plasticienne « installationniste » canadienne. Elle a reçu le prix Audain pour l'ensemble de son œuvre en 2009.

## Biographie
Liz Magor étudie à l'université de la Colombie-Britannique de 1966 à 1968, et à la Parson’s School of Design à New York de 1968 à 1970. Elle est actuellement basée à Vancouver.
Elle obtient son diplôme à la Vancouver School of Art en 1971.
Elle a enseigné à la Emily Carr University of Art and Design de Vancouver de 2000 à 2013.
Les expositions internationales de Liz Magor présentent généralement des sculptures et des photographies. Ses œuvres ont été exposées au musée d'art contemporain de San Diego, au musée d'art contemporain d'Anvers, au musée des beaux-arts du Canada, au Marburger Kunstverein (de), à la Galerie d'art de Vancouver, au Power Plant à Toronto, à la 41e Biennale de Venise (1984), au Crédac d'Ivry-sur-Seine (2016).

## Pratique artistique
Liz Magor travaille la sculpture, l'installation, l'art public et la photographie. Son travail de sculpture s'intéresse à l'ontologie d'objets ordinaires ou familiers, qu'elle recrée et représente dans un nouveau contexte. Par exemple, elle crée des fac-similé d'objets alimentaires avec leur emballage, ainsi que d'autres objets tels du bois flottant, des bûches, des souches d'arbres ou des vêtements. En tant qu'artiste d'atelier s'intéressant aux objets, le travail de Magor souligne le processus et la matérialité et met en lumière la différence entre le réel et le simulé.
Dans des œuvres antérieures, Magor utilisait des techniques de moulage pour créer des répliques de manteaux, de plateaux ou de couverts (qu'elle nomme « objets fonctionnels »), ainsi que des réceptacles pour d'autres objets (comme des bonbons ou des cigarettes). Ces œuvres documentent l'accumulation d'objets dont on s'est débarrassé et de vices qui résonnent avec nos impulsions ordinaires. Elles interrogent également la vie sociale et émotionnelle des objets. Les œuvres plus récentes de Magor travaillent à donner une seconde vie à des vêtements usagés et à de vieilles couvertures en laine (d'autres types d'« objets fonctionnels »).

### Prix
En 2001, Liz Magor reçoit le prix du Gouverneur général en arts visuels et en arts médiatiques et, en 2009, le sixième prix annuel Audain pour l'ensemble de son œuvre. En 2014, elle reçoit le prix Gershon Iskowitz à l'Art Gallery of Ontario (AGO).

### Commentaire
Dans un article intitulé « Les transitions intemporelles de Magor », Robin Laurence écrit : 

« L'art, d'après Liz Magor, est l'endroit où nos perceptions sont ouvertes et examinées pendant des périodes prolongées. Des périodes en effet bien plus longues, d'après elle, que dans nos rencontres quotidiennes avec le monde visuel où nous avons tendance à interpréter des signes donnés toujours de la même façon, et où nos premières impressions sont habituellement confortées par les secondes. L'art de Magor réfute ce processus : l'indécision prévaut et la clôture nous échappe. Ses sculptures confrontent sans cesse le réel et l'irréel, le sens et son contraire, l'apparence initiale et ce qui peut être une révélation plus tardive. »